# 仁平菜月
仁平菜月（日语：／ Nidaira Natsuki，1998年7月12日—），日本女子羽毛球運動員。茨城縣水戶市出生，畢業於富岡第一中学校及富岡高校，2017年加入Tonami運輸株式會社，現隸屬於經營企劃部，並為該社的羽毛球隊成員。

## 簡歷
2015年11月，仁平菜月出戰世界青年羽毛球錦標賽個人賽中的女子單打項目，在準決賽中以15-21、21-16、14-21的成績不敵來自馬來西亞的李盈盈，獲得銅牌。
2016年12月，仁平菜月出戰韓國羽毛球大師賽，在女單準决赛以0比2（14-21、16-21）不敌韩国的李張美，但在个人方面创下最好的国际佳绩。
2017年5月，仁平菜月出戰印尼羽毛球國際系列賽，在女單準决赛以1比2（21-15、19-21、14-21）不敌马来西亚的吉苏娜。同年7月，她出戰俄羅斯羽毛球大獎賽，在女單準决赛以1比3（11-5、8-11、10-11、6-11）不敌赛会2号种子、东道主的叶夫根尼娅·科泽茨卡亚。同年12月，她出戰美國羽毛球國際挑戰賽，在女單决赛以2比0（21-12、21-13）击败了加拿大的Olivia Lei，夺得其首个国际赛的冠军。
2018年2月，仁平菜月出戰瑞士羽毛球公開賽，在女單决赛以0比2（12-21、18-21）不敌赛会头号种子、师姐的高橋沙也加，赢得亚军。

## 主要比賽成績
只列出曾進入準決賽的國際賽事成績：
| 年份   | 賽事                     | 公開賽級別 | 項目     | 成績   |
| ------ | ------------------------ | ---------- | -------- | ------ |
| 2014年 | 世界青年羽毛球錦標賽     | 其他       | 混合團體 | 季軍   |
| 2015年 | 亞洲青年羽毛球錦標賽     | 其他       | 混合團體 | 季軍   |
| 2015年 | 世界青年羽毛球錦標賽     | 其他       | 女子單打 | 季軍   |
| 2016年 | 亞洲青年羽毛球錦標賽     | 其他       | 混合團體 | 季軍   |
| 2016年 | 世界青年羽毛球錦標賽     | 其他       | 混合團體 | 季軍   |
| 2016年 | 韓國羽毛球大師賽         | 大獎賽     | 女子單打 | 準決賽 |
| 2017年 | 樂魚羽毛球國際挑戰賽     | 國際挑戰賽 | 女子單打 | 亞軍   |
| 2017年 | 印尼羽毛球國際系列賽     | 國際系列賽 | 女子單打 | 準決賽 |
| 2017年 | 俄羅斯羽毛球大獎賽       | 大獎賽     | 女子單打 | 準決賽 |
| 2017年 | 美國羽毛球國際挑戰賽     | 國際挑戰賽 | 女子單打 | 冠軍   |
| 2018年 | 瑞士羽毛球公開賽         | 超級300賽  | 女子單打 | 亞軍   |
| 2019年 | 矽谷羽毛球國際系列賽     | 國際系列賽 | 女子單打 | 冠軍   |
| 2019年 | 秋田羽毛球大師賽         | 超級100賽  | 女子單打 | 準決賽 |
| 2019年 | 雪梨羽毛球國際賽         | 國際系列賽 | 女子單打 | 準決賽 |
| 2019年 | 澳門羽球公開賽           | 超級300賽  | 女子單打 | 準決賽 |
| 2019年 | 馬來西亞羽毛球國際挑戰賽 | 國際挑戰賽 | 女子單打 | 準決賽 |
| 2020年 | 愛沙尼亞羽毛球國際賽     | 國際系列賽 | 女子單打 | 冠軍   |
| 2020年 | 瑞典羽毛球公開賽         | 國際系列賽 | 女子單打 | 冠軍   |
| 2022年 | 亞洲羽毛球團體錦標賽     | 其他       | 女子團體 | 季軍   |
| 2022年 | 墨西哥羽毛球國際挑戰賽   | 國際挑戰賽 | 女子單打 | 亞軍   |
| 2022年 | 台北羽毛球公開賽         | 超級300賽  | 女子單打 | 準決賽 |
| 2022年 | 瑪琅羽毛球國際挑戰賽     | 國際挑戰賽 | 女子單打 | 準決賽 |
| 2022年 | 印尼瑪琅羽毛球大師賽     | 超級100賽  | 女子單打 | 準決賽 |
| 2022年 | 挪威羽毛球國際賽         | 國際系列賽 | 女子單打 | 冠軍   |
| 2022年 | 愛爾蘭羽毛球公開賽       | 國際挑戰賽 | 女子單打 | 亞軍   |
| 2022年 | 加拿大羽毛球國際挑戰賽   | 國際挑戰賽 | 女子單打 | 亞軍   |
| 2023年 | 亞洲運動會羽毛球比賽     | 其他       | 女子團體 | 銅牌   |
| 2024年 | 印尼羽毛球大師賽         | 超級500賽  | 女子單打 | 準決賽 |
| 2024年 | 亞洲羽毛球團體錦標賽     | 其他       | 女子團體 | 季軍   |
| 2024年 | 美國羽毛球公開賽         | 超級300賽  | 女子單打 | 冠軍   |

| 2007-2017年 | 首要超級賽 | 超級賽 | 黃金大獎賽 | 大獎賽 | 國際挑戰賽 | 國際系列賽 | 未來系列賽 | 其他 |

| 2018-2026年 | 總決賽 | 超級1000賽 | 超級750賽 | 超級500賽 | 超級300賽 | 超級100賽 | 國際挑戰賽 | 國際系列賽 | 未來系列賽 | 其他 |